# Alexandre Darracq
Pierre Alexandre Darracq (10. listopadu 1855, Bordeaux – 1931, Monte Carlo) byl francouzský podnikatel a průkopník automobilismu.

## Život
Darracq se vyučil technickým kresličem ve zbrojovce v Tarbes. V roce 1891 založil firmu Gladiator Cycle Company na výrobu jízdních kol. O pět let později ji prodal, aby zakrátko založil firmu Automobiles Darracq S.A. v Suresnes u Paříže, ve které zaváděl průkopnické metody, jako například výrobu karosérií z lisovaných plechů. Také zaváděl strojní výrobu namísto ruční práce. Továrna od roku 1896 vyráběla zejména elektricky poháněné vozy taxislužby. O rok později navrhl a postavil elektřinou poháněný tricykl „Darracq-Gladiator“, který ujel vzdálenost deseti kilometrů za 9 minut a 54 sekund. V roce 1900 firma Darracq vyvinula svůj první jednoválcový motor, později dvouválec a už v roce 1904 Darracq vyráběl přibližně 10 % francouzských automobilů.
Vozy Darracq se úspěšně účastnily různých automobilových závodů, například slavného amerického Vanderbiltova poháru. V roce 1905 zde s jedním z nich zvítězil Victor Hémery a o rok později Louis Wagner. Jeho automobily překonaly v letech 1904 a 1905 také světový rychlostní rekord. Firma expandovala částečně také díky prodeji licencí na výrobu svých vozů v ostatních evropských zemích. Jedním z partnerů firmy byl i Adam Opel v Německu. V Itálii Darracq založil v roce 1907 společně s Cavaliere Ugo Stellou pobočku Società Italiana Automobili Darracq, která vyráběla automobily v Neapoli a později v Portellu u Milána. Tato společnost byla předchůdcem v roce 1910 založené Alfy Romeo.
Darracq prodal v roce 1912 svou francouzskou firmu britským investorům. Z ní vznikla v roce 1920 společnost Sunbeam-Talbot-Darracq, která se v roce 1935 po vyhlášení konkursu stala součástí skupiny Rootes. Poté se věnoval i investicím, například do kasina v Deauville. Podílníkem byl i ve známém hotelu Negresco v Nice. Konec svého života trávil na francouzské riviéře.
Alexandr Darracq je pohřben na pařížském hřbitově Père Lachaise v rodinné hrobce, společně se svou ženou Louisou (1850–1920).

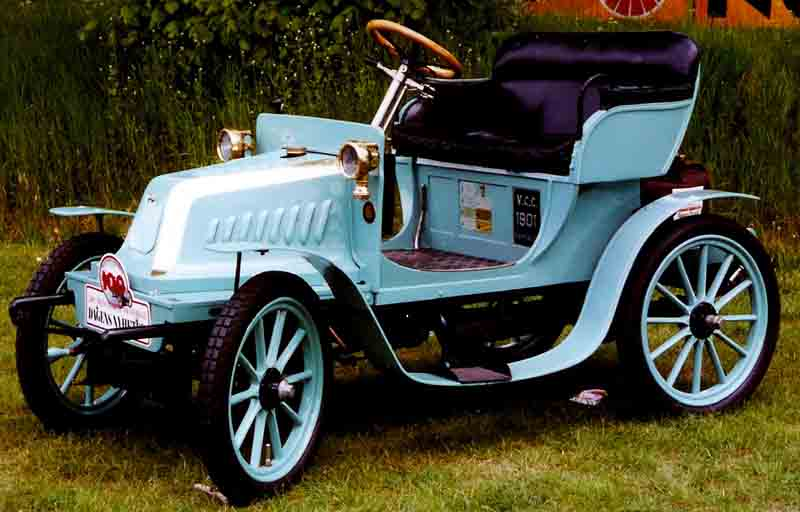
Darracq 6,5 CV (1901)
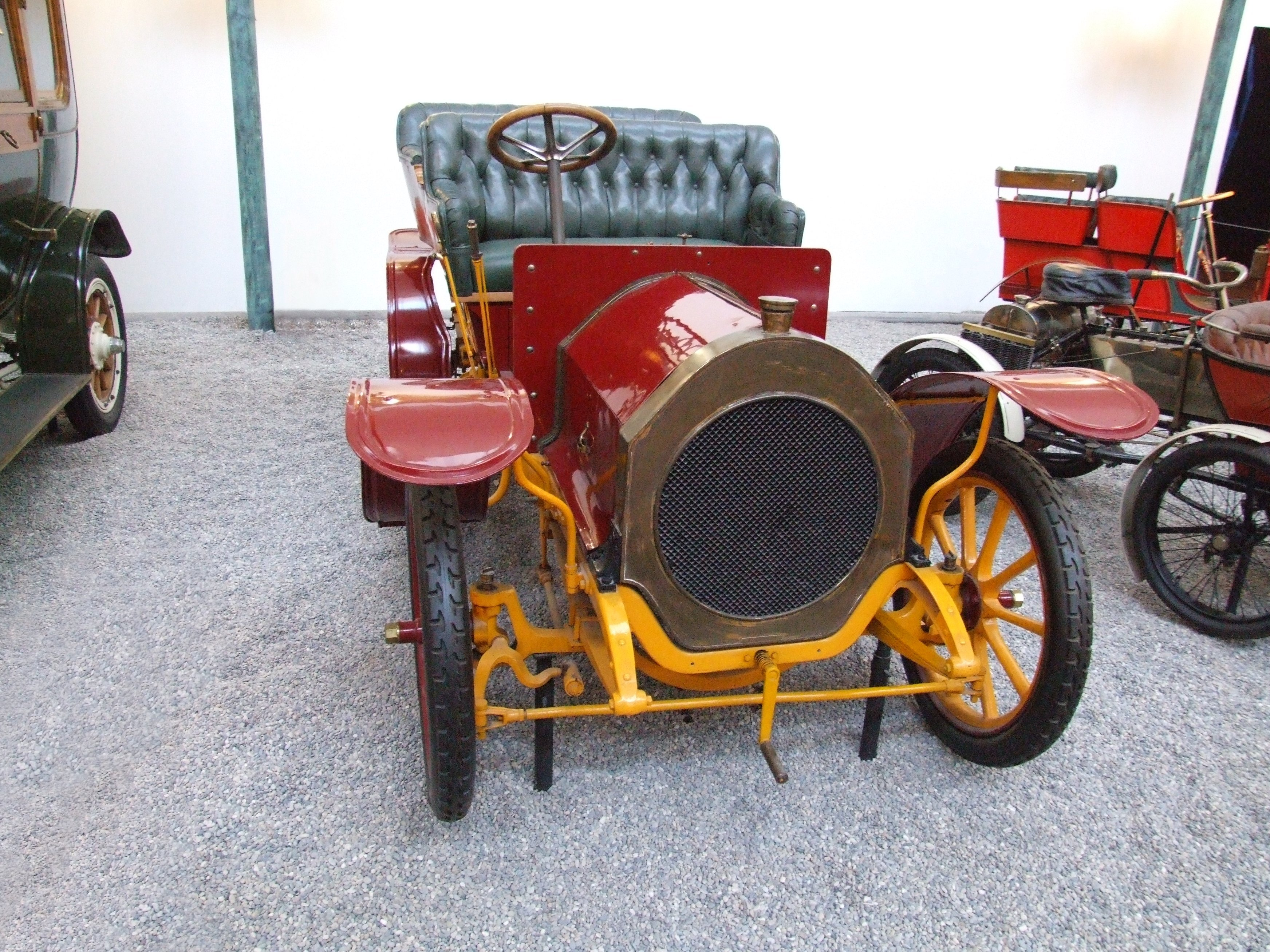
Gladiator Double Phaeton (1917), dvouválec o objemu 2423 cm³, výkon 12 koní, maximální rychlost 45 km/h, v expozici Cité de l’Automobile – Musée National – Collection Schlumpf v Mylhúzách
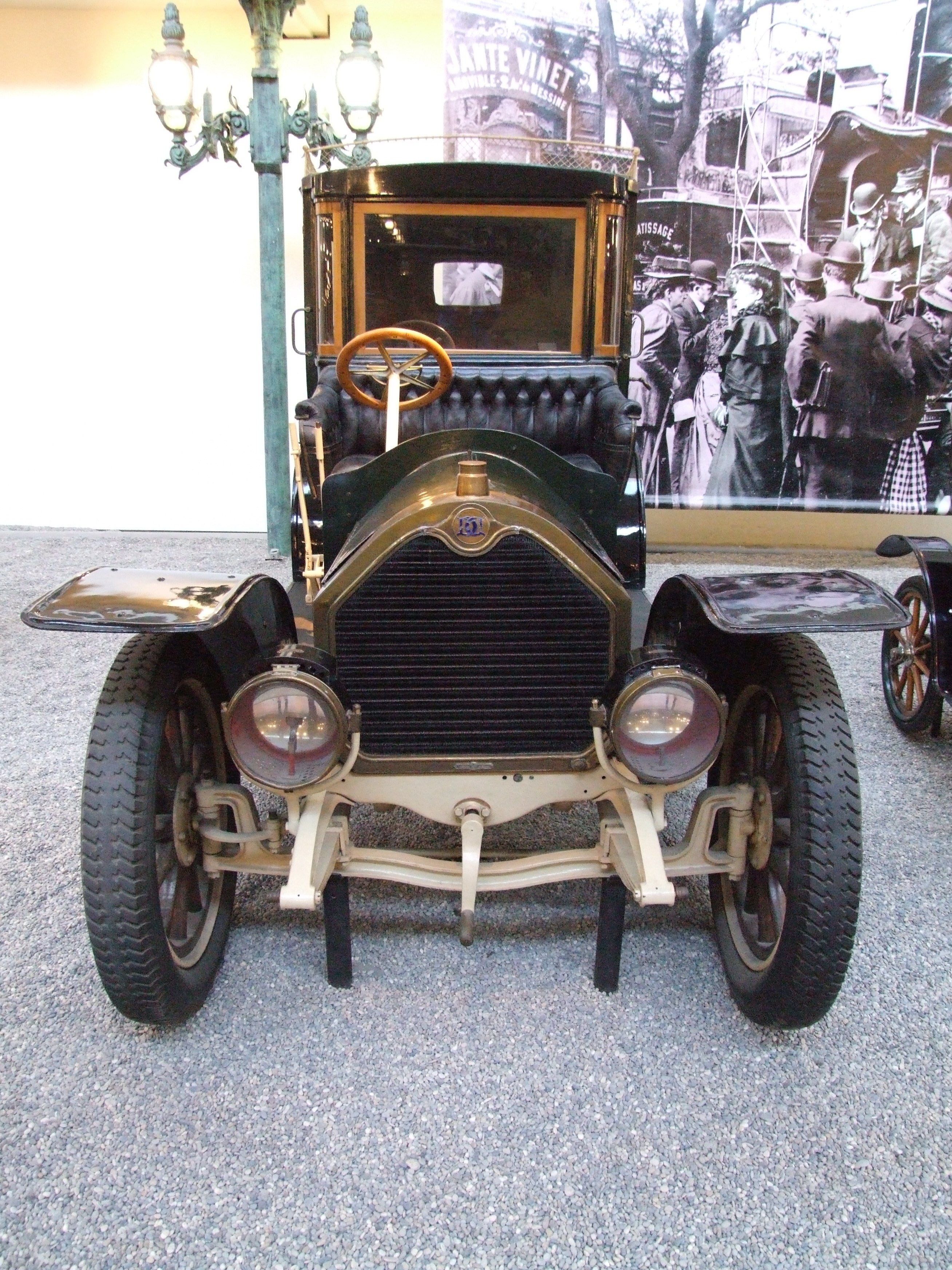
Darracq Coupé Chaffeur SS 20/28 (1907), motor čtyřválec o objemu 4728 cm³, výkon 28,5 koní, max. rychlost 70 km/h, tamtéž